# Шайдт (Рейнланд-Пфальц)
Шайдт (нім. Scheidt) — громада в Німеччині, розташована в землі Рейнланд-Пфальц. Входить до складу району Рейн-Лан. Складова частина об'єднання громад Діц.
Площа — 2,51 км2. Населення становить 309 ос. (станом на 31 грудня 2020).